# C/sells
C/sells: Großflächiges Schaufenster im Solarbogen Süddeutschland ist ein Forschungs- und Umsetzungsprojekt für intelligente Energienetze ("Smart Grids"), welches im Rahmen des SINTEG - Schaufenster intelligente Energie - Digitale Agenda für die Energiewende in Baden-Württemberg, Bayern und Hessen umgesetzt wird.
Das vom ehem. BMWi, heute BMWK, aufgrund Beschlusses des deutschen Bundestags geförderte Projekt widmet sich der Digitalisierung der Energieversorgungsnetze, um dem wachsenden Anteil erneuerbarer Energien, und derer, im Vergleich zu thermischen Kraftwerken, hoher Volatilität, Rechnung zu tragen. Das Programm adressiert die Notwendigkeit, die momentanen vorhandenen überregionalen Stromnetze auf die Anforderungen volatiler Stromerzeugung, die mit einem hohen Anteil erneuerbarer Energien einhergeht, vorzubereiten. C/sells stellt eines der fünf Schaufensterprojekte dar, die im Rahmen des Programms gefördert werden. Das Projekt erforscht und erprobt die Digitalisierung der Netzinfrastrukturen mit den Schwerpunkten dezentraler Energieerzeugung und Photovoltaik, mit einer Reichweite von ca. 30 Millionen Personen, ist es das SINTEG-Schaufenster, welches den größten Teil der deutschen Haushalte und die industriellen Verbrauchsschwerpunkte im süddeutschen Raum erfasst.
C/sells wird als dezentrales Großprojekt im Kreis eines Konsortiums aus 58 Partnern durchgeführt. Es entwickelt bzw. analysiert neben der technischen Komponenten intelligenter Energienetze die organisatorischen, rechtlichen wie auch wirtschaftlichen Rahmenbedingungen. Die konkrete Umsetzung wird in 35 Demonstrationszellen und die gesellschaftliche Involvierung in 9 sogenannten Partizipationszellen ("C/sells-Citys") erprobt. Inhaberin der Projektmarke C/sells ist die Smart Grids-Plattform Baden-Württemberg e.V.

## Zielsetzung
C/sells agiert im Rahmen der Zielvorgaben des SINTEG-Programms. Dabei werden die Analyse, Entwicklung und Umsetzung der folgenden Aspekte ausgeführt:
- Sicherer und effizienter Netzbetrieb bei hohen Anteilen erneuerbarer Energien
- Nutzung von Effizienz- und Flexibilitätspotenzialen (markt- und netzseitig)
- Effizientes und sicheres Zusammenspiel aller Akteure im intelligenten Energienetz
- Effizientere Nutzung der vorhandenen Netzstruktur
- Reduktion von Netzausbaubedarf auf Verteilnetzebene

Im Rahmen dessen werden Problemdefinition, Strukturierung, und Demonstration der technischen und strategischen Konzepte unter Labor, dann Real- und Marktbedingungen erprobt und evaluiert. Die Umsetzung wird im Rahmen von C/sells durch die Leitidee gesteuert.

## Die C/sells-Leitidee
Die Leitidee gibt die strategische Ausrichtung, wie auch Lösungsansatz und Basisinstrunte des Projekts vor; sie definiert drei Eigenschaften als zentral:
- Zellularität: Energiesysteme werden zellular organisiert bzw. betrachtet. Die Zellen sind durch die bestehenden Stromnetze (Verteilnetz und Übertragungsnetz) permanent verbunden, streben jedoch Erzeugung und Verbrauch auf dem Gebiet der Zelle an.[5]
- Partizipation: Die Energiewende sollte unter Einbeziehung der gesamten Gesellschaft gestaltet werden, nicht wie bislang von wenigen Akteuren.[5] Das Partizipations-Prinzip wird sowohl im Gesamtprojekt als auch speziell im Arbeitspaket 2.7 adressiert, in welchem neun Kommunen als "Partizipationszellen" mit umfangreichen Beteiligungs- und Kommunikationsmaßnahmen analysiert werden.
- Vielfältigkeit: Da die Rahmenbedingungen stets unterschiedlich sind, gilt es für jede Zelle geeignete Lösungen zu finden. Somit wird nicht ein Ansatz propagiert, der auf alle Fälle angewendet wird, sondern eine Pluralität ist beabsichtigt.[5]

Die Eigenschaften werden von technischer und wirtschaftlicher Seite mittels dreier Basisinstrumente umgesetzt:
- Das Infrastruktur-Informations-System beinhaltet die Entwicklung der Anforderungen, der Hardware, der Übertragungskonzepte, Standards, Prozesse und Anwendungsfälle (Use Cases).[7]
- Die Abstimmungskaskade beinhaltet die Koordination der verschiedenen Akteure, welche auf den verschiedenen Netzebenen aktiv sind. Ziel ist der sichere und resiliente Betrieb über alle Netzebenen (Übertragungsnetz, Verteilnetz) hinweg.[7]
- Der regionalisierte Handel mit Energie und Flexibilitäten ermöglicht die wirtschaftliche Verwertung vorhandener Flexibilitätspotenziale. Diese können für Netzdienliche Leistungen zur Verfügung gestellt, und damit monetarisiert werden.

## Die Projektstruktur
Das Gesamtprojekt besteht aus sieben Teilprojekten (TP). Diese sieben Teilprojekte gliedern sich in mehr als 60 Arbeitspakete, welche die unterschiedlichen Inhalte des Projekts bearbeiten. Das Projekt ist dezentral organisiert, die einzelnen Arbeitspakete agieren autonom, stehen aber, koordiniert durch das Teilprojekt 1, Projektmanagement, in ständigem Austausch miteinander.
Teilprojekt 1 - Projektmanagement
Diese Teilprojekt koordiniert die Zusammenarbeit der C/sells-Partner und organisiert das Berichts- und Vertragswesen. Es besteht aus zwei Arbeitspaketen (AP):
- AP1.1 beinhaltet die organisatorische und prozessorale Unterstützung des Gesamtprojekts und aller Teilprojekte
- AP1.2 beinhaltet die technische Unterstützung des Gesamtprojekts durch eine gemeinsame Online-Kollaborationsplattform

Teilprojekt 2 - Umfeldgestaltung
Das Teilprojekt 2 widmet sich der Gesamtintegration der Aktivitäten und Interessen aller Partner zu einem Es besteht aus neun Arbeitspaketen:
- AP2.1 koordiniert alle Aktivitäten des C/sells-Teilprojekts 2.
- AP2.2 dient der Entwicklung einer einheitlichen Leitidee für das Projekt.
- AP2.3 evaluiert neue Geschäftsmodelle, die im Zusammenhang mit, bzw. durch intelligente Energienetze ermöglicht werden.
- AP2.4 untersucht, welche Anreize für Prosumenten durch
- AP2.5 Regularien und Energierecht
- AP2.6 evaluiert die im Modell generierten Business Use Cases (BUCs)
- AP2.7 beinhaltet die Koordination und Umsetzung sämtlicher Partizipationsaktivitäten zur Involvierung von Bürgerinnen und Bürgern, und anderen gesellschaftlichen Interessenvertretern (sog. Stakeholder). Für Bürgerinnen und Bürger wurde dazu die Kampagne Ich-bin-Zukunft.de geschaffen.[9]
- AP2.8 betrachtet die Skalierbarkeit der im Projekt erworbenen Ergebnisse durch Normierung und Standardisierung
- AP2.9 evaluiert die Organisation zellulärer Systeme

Teilprojekt 3 - Infrastruktur-Informations-System (IIS)
- AP3.1 koordiniert alle Aktivitäten des C/sells-Teilprojekts 3.
- AP3.2 entwickelt das Infrastruktur Informationssystem
- AP3.3 Umsetzung intelligenter Messsysteme (sog. iMSys, umgspr. Smart Meter)
- AP3.4 Hochrechnung, Prognose und Bilanzierung

Teilprojekt 4 - Organisation intelligenter Netze
Teilprojekt 5 - Methoden für intelligente Liegenschaften und Märkte:
Teilprojekt 6 - Demonstration intelligenter Netzzellen
Teilprojekt 7 - Realisierungen von Prosumenten für Liegenschaften in Märkten

## C/sells-Partner
Im Rahmen des Projekts sind 58 Partner, die teilweise voll gefördert sind, teilweise als assoziierte Partner am Projekt mitwirken, vertreten. Der Partnerkreis ist demokratisch organisiert, der gewählte Verbundkoordinator EAM stellt den zentralen Ansprechpartner für das BMWi und den Projektträger dar, ebenso beauftragt er die Projektleitung.
Die teilnehmenden Partner entstammen u. a. den Bereichen:
- Universitäten und Hochschulen: Hochschule Ulm; Universität Kassel; Universität Stuttgart
- EVU (Sowohl Stadtwerke als auch überregional tätige EVU): EAM (Energieversorger); MVV Energie; Stadtwerke München
- Übertragungsnetzbetreiber: Tennet TSO; TransnetBW
- Verteilnetzbetreiber: EAM-Netz; Netze BW
- Ingenieurbüros: Fichtner u. a.
- Forschungseinrichtungen: Fraunhofer-Institut für Arbeitswirtschaft und Organisation (IAO); Fraunhofer IEE (früher: IWES); Fraunhofer-Institut für Solare Energiesysteme (ISE); Fraunhofer-Institut für System- und Innovationsforschung (ISI); FZI Forschungszentrum Informatik
- Zivilgesellschaftliche Einrichtungen: Smart Grids-Plattform Baden-Württemberg e.V.
- Prosumenten
- Liegenschaftenbetreiber